# Le Péage-de-Roussillon
Le Péage-de-Roussillon és un municipi francès situat al departament de la Isèra i a la regió d'Alvèrnia-Roine-Alps. L'any 2007 tenia 6.569 habitants.

## Demografia

### Població
El 2007 la població de fet de Le Péage-de-Roussillon era de 6.569 persones. Hi havia 2.558 famílies de les quals 894 eren unipersonals (342 homes vivint sols i 552 dones vivint soles), 747 parelles sense fills, 683 parelles amb fills i 234 famílies monoparentals amb fills.
La població ha evolucionat segons el següent gràfic:
Habitants censats

### Habitatges
El 2007 hi havia 2.905 habitatges, 2.609 eren l'habitatge principal de la família, 31 eren segones residències i 265 estaven desocupats. 1.520 eren cases i 1.365 eren apartaments. Dels 2.609 habitatges principals, 1.349 estaven ocupats pels seus propietaris, 1.202 estaven llogats i ocupats pels llogaters i 58 estaven cedits a títol gratuït; 20 tenien una cambra, 288 en tenien dues, 700 en tenien tres, 830 en tenien quatre i 771 en tenien cinc o més. 1.773 habitatges disposaven pel capbaix d'una plaça de pàrquing. A 1.344 habitatges hi havia un automòbil i a 754 n'hi havia dos o més.

### Piràmide de població
La piràmide de població per edats i sexe el 2009 era:
| Homes | Edats   | Dones |
| ----- | ------- | ----- |
| 8     | 95 o +  | 12    |
| 0     | 90 a 94 | 48    |
| 28    | 85 a 89 | 100   |
| 24    | 80 a 84 | 52    |
| 120   | 75 a 79 | 204   |
| 172   | 70 a 74 | 172   |
| 148   | 65 a 69 | 212   |
| 160   | 60 a 64 | 184   |
| 184   | 55 a 59 | 168   |
| 224   | 50 a 54 | 212   |
| 160   | 45 a 49 | 184   |
| 208   | 40 a 44 | 160   |
| 216   | 35 a 39 | 176   |
| 208   | 30 a 34 | 184   |
| 308   | 25 a 29 | 248   |
| 148   | 20 a 24 | 164   |
| 176   | 15 a 19 | 208   |
| 196   | 10 a 14 | 220   |
| 204   | 5 a 9   | 204   |
| 196   | 0 a 4   | 188   |

## Economia
El 2007 la població en edat de treballar era de 3.858 persones, 2.574 eren actives i 1.284 eren inactives. De les 2.574 persones actives 2.137 estaven ocupades (1.293 homes i 844 dones) i 437 estaven aturades (182 homes i 255 dones). De les 1.284 persones inactives 289 estaven jubilades, 327 estaven estudiant i 668 estaven classificades com a «altres inactius».

### Ingressos
El 2009 a Le Péage-de-Roussillon hi havia 2.747 unitats fiscals que integraven 6.646 persones, la mediana anual d'ingressos fiscals per persona era de 14.370 €.

### Activitats econòmiques
Dels 409 establiments que hi havia el 2007, 3 eren d'empreses extractives, 8 d'empreses alimentàries, 1 d'una empresa de fabricació de material elèctric, 12 d'empreses de fabricació d'altres productes industrials, 92 d'empreses de construcció, 80 d'empreses de comerç i reparació d'automòbils, 4 d'empreses de transport, 25 d'empreses d'hostatgeria i restauració, 5 d'empreses d'informació i comunicació, 20 d'empreses financeres, 25 d'empreses immobiliàries, 45 d'empreses de serveis, 56 d'entitats de l'administració pública i 33 d'empreses classificades com a «altres activitats de serveis».
Dels 147 establiments de servei als particulars que hi havia el 2009, 1 era una oficina de correu, 9 oficines bancàries, 3 funeràries, 6 tallers de reparació d'automòbils i de material agrícola, 1 taller d'inspecció tècnica de vehicles, 2 autoescoles, 25 paletes, 18 guixaires pintors, 5 fusteries, 8 lampisteries, 7 electricistes, 1 empresa de construcció, 12 perruqueries, 5 veterinaris, 4 agències de treball temporal, 18 restaurants, 12 agències immobiliàries, 3 tintoreries i 7 salons de bellesa.
Dels 34 establiments comercials que hi havia el 2009, 1 era un hipermercat, 4 botiges de menys de 120 m², 3 fleques, 2 carnisseries, 4 llibreries, 13 botigues de roba, 1 una botiga d'equipament de la llar, 2 sabateries, 1 una botiga de mobles, 1 una botiga de material esportiu, 1 un drogueria i 1 una floristeria.
L'any 2000 a Le Péage-de-Roussillon hi havia 3 explotacions agrícoles que ocupaven un total de 48 hectàrees.

## Equipaments sanitaris i escolars
Els 3 equipaments sanitaris que hi havia el 2009 eren farmàcies.
El 2009 hi havia 3 escoles maternals i 3 escoles elementals. A Le Péage-de-Roussillon hi havia 1 col·legi d'educació secundària, 1 liceu d'ensenyament general i 2 liceus tecnològics. Als col·legis d'educació secundària hi havia 419 alumnes, als liceus d'ensenyament general n'hi havia 205 i als liceus tecnològics 211.

## Poblacions més properes
El següent diagrama mostra les poblacions més properes.